# قضاء بني عبيد
قضاء بني عبيد قضاء يقع في لواء بني عبيد، محافظة إربد في الأردن. ينتمي القضاء للواء بني عبيد الذي يضم قضاء واحد. يقدر عدد سكانه بـ 204313 نسمة حسب إحصاء 2015.

## الوصلات الخارجية
- دائرة الاحصاءات العامة